# Konstantin Rengarten
Konstantin Rengarten, ros. Константин Константинович фон Ренгартен (ur. 1862 w Rydze (według innych danych 26 września w 1864 koło Mińska);, zm. 1906) – rosyjski podróżnik i pisarz pochodzenia bałtycko-niemieckiego.
Urodzony w rodzinie Niemców bałtyckich, po ukończeniu szkoły elementarnej został chłopcem okrętowym. Następnie ukończył gimnazjum (liceum) i po pewnym czasie został urzędnikiem pocztowym w Dorpacie, a później w Rydze. Zainteresowany podróżami, odbył w latach 1884–1886 podróż po Kraju Zakaspijskim. Jednak sławę przyniosła mu dopiero kolejna ekspedycja. Od 15 sierpnia 1894 do 20 września 1898 odbył samotną pieszą wędrówkę dookoła świata na trasie Ryga – Rostów nad Donem – Persja – Irkuck – Urga – Pekin – Japonia – USA (Seattle – San Francisco – Chicago – Nowy Jork) – Francja – Ryga, przemierzywszy 26 877 km. Była to eskapada dobrze rozreklamowana w prasie, Rengarten regularnie nadsyłał krótkie relacje z kolejnych odcinków wyprawy do kilku gazet na Łotwie, w Rosji i Niemczech, a po zakończeniu trasy wydano jego relację w kilku krajach. On sam wygłosił kilkaset prelekcji, głównie w Rosji, ale także w Niemczech.
Jeszcze przed podróżą dookoła świata ożenił się i miał dwójkę dzieci.
W Polsce wydano wybór jego relacji, dotyczący najciekawszych etnograficznie i historycznie opisów etapu Irkuck – Pekin.
Wydania książki Rengartena:
- Konstanty Rengarten, Pieszo do Chin. Wrażenia z podróży, Wyd. Granowski i Sikorski, 1898.
- Konstanty Rengarten, Pieszo do Chin, Wyd. LTW, Warszawa, 2011 ISBN 978-83-7565-180-5 i ISBN 978-83-7565-181-2.
- Konstantin von Rengarten, Jala ümber maailma, Jurjewis, 1898.